# Справа «Горили»

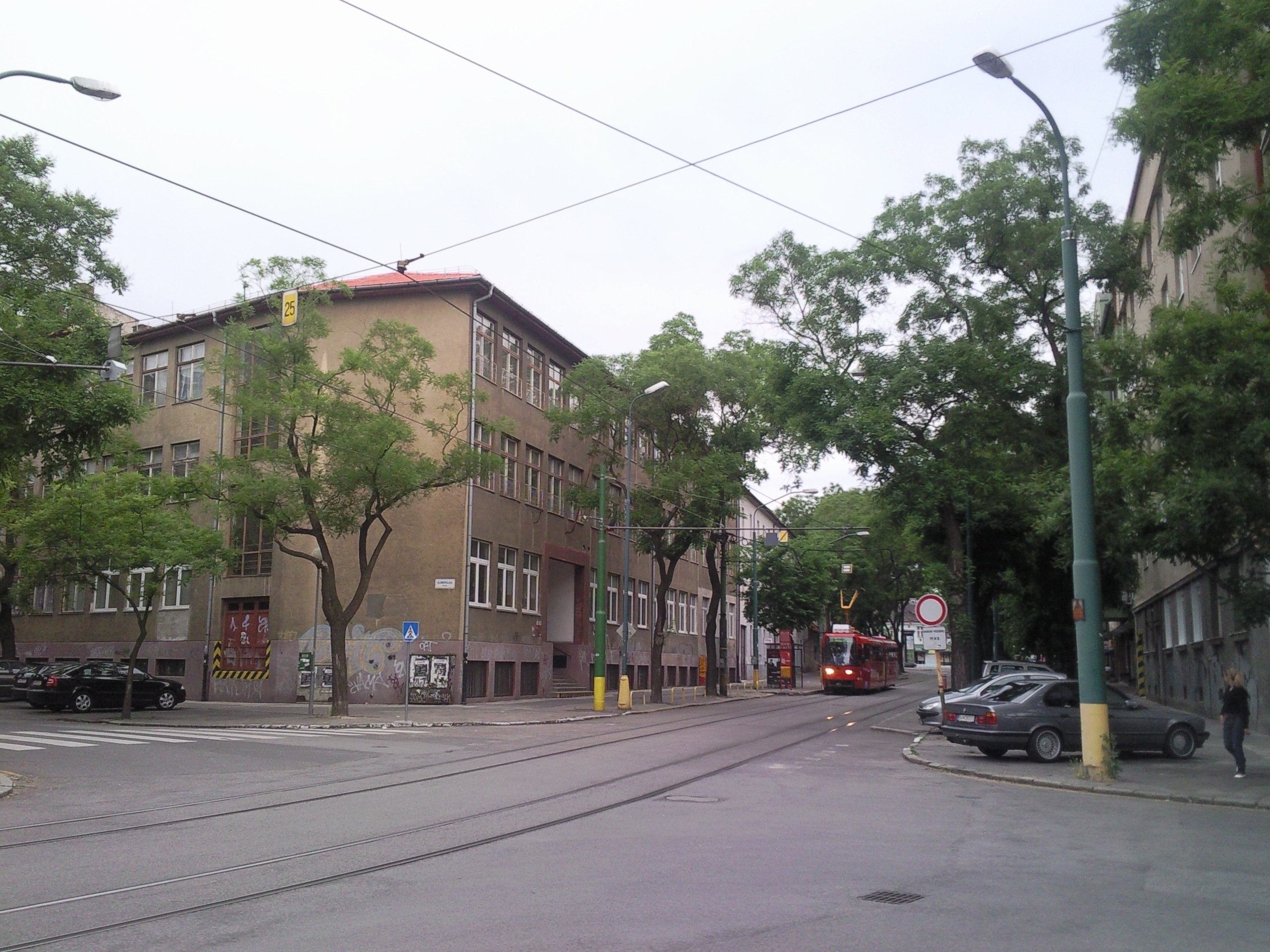
Вулиця Вазова в Братиславі, квартира, яку прослуховували, розташована в будинку праворуч

Справа «Горили» (словац. Kauza Gorila) — словацький політичний скандал, який став надбанням громадськості в грудні 2011 року після витоку секретного документа під кодовою назвою "Gorilla" зі Словацької інформаційної служби. Файл, анонімно опублікований в інтернеті, містив інформацію про прослуховування телефонних розмов Ярослава Гашчака (за даними Forbes, вартість його активів складає $1,2 млрд), співвласника фінансової інвестиційної групи Penta Investments, протягом 2005 і 2006 років. Файл містить стенограми розмов Гашчака з політичними та економічними лідерами про відкати та хабарі, які він нібито вів у конспіративній квартирі на вулиці Вазовій у Братиславі. Згідно з стенограмами записів, це були переважно зустрічі з тодішнім міністром економіки Їрко Мальчареком, Анною Бубеніковою (головою виконавчого комітету Фонду національного майна Словацької Республіки), Золтаном Варгою (колишнім поліцейським, другом Гашчака і власником квартири, якого через зовнішність прозвали Горилою), Робертом Фіцо, головою партії „Smer“ і його тодішнім секретарем Франтішеком Хатаро, Яном Рейдом та іншими особами. В записах також міститься інформація про ймовірне фінансування партій SDKÚ-DS, Smer-SD, KDH і SMK. Суть справи, згідно з матеріалами, полягає в розподілі здобичі отриманої від приватизації між учасниками та плануванні подальшого пограбування держави безпосередньо за участю її відповідальних представників (Малчарек, Бубенікова та інші). Згідно з матеріалами Penta Гащака отримала від держави гроші за вибір консультанта з приватизації і практично керувала його діяльністю. Наприклад, у процедурі відбору консультанта з приватизації аеропортових компаній Penta була одночасно і консультантом, і частиною консорціуму TwoOne разом з аеропортом Відня, який намагався його купити. Гащак, як консультант з питань приватизації, який мав забезпечити прозоре управління державними коштами та майном, фактично отримував гроші за отримання інформації про приватизацію і таким чином міг маніпулювати та поширювати її та сплачувати комісійні.
Записи почалися в 2005 році. У середині лютого 2006 року Словацька інформаційна служба (СІС) надіслав тодішньому прем'єр-міністру Мікулашу Дзуринді звіт про плановані махінації при приватизації розподільних енергетичних компаній. Серед іншого, з тексту було зрозуміло, що існують записи про те, як бізнесмен Ярослав Гащак фактично контролює міністра Їрко Мальхарека (на той час уже колишнього віце-голови Альянсу нових громадян — ANO, якого виключили з партії на позачерговому з'їзді АНО 11 вересня 2005 р.). Дзурінда не відкликав з посади Мальхарека, а поліція не почала слідство. Таким чином, Gorilla залишалася секретною операцією СІС, під час якої протягом п'яти місяців 2006 року було зроблено додаткові записи, які все більше компрометували головного опонента правих, партію Smer і Роберта Фіцо. У 2011 році справа була розкрита громадськості, що викликало протести, але до теперішнього часу (2022) вона все ще знаходиться лише на стадії розслідування.
27 січня 2012 року в Братиславі відбулися акції протесту, метою яких було належне розслідування справи. Том Ніколсон, який на той час працював редактором SME, отримав файл від колишнього агента СІС Петра Голубека, але 2 лютого 2012 року суддя видав попередню заборону на публікацію запланованої книги Ніколсона під назвою „Горила“, яка потім була опублікована влітку 2012 року та пояснила суть справи громадськості.
У грудні 2020 року поліція затримала та допитала Горіла Гащака та Любоміра Арпаша (до 2006 року він очолював контррозвідку СІС) та його дружину Дану у зв'язку зі справою „Горила“. 4 грудня 2020 року суддя досудового розслідування Спеціалізованого кримінального суду (ŠTS) у Пезіноку вирішив, що Гащак і Арпашова будуть перебувати під вартою (Арпаш уже перебував у в'язниці). Звинувачення, висунуті у 2020 році, свідчать, що десь у 2006 році Арпаш, будучи директором відділу внутрішньої безпеки СІС, мав отримати так файли справи „Горила“ і не пізніше вересня 2006 року за хабар у розмірі 194 765 євро передати їх Гашчаку, про злочинну діяльність якого йшлося у цій інформації, що могло ускладнити розслідування. З вищесказаного випливає, що Гащак ще у 2006 році знав, що його прослуховують у квартирі на Вазовій. 22 березня 2006 року Гащак мав зустрітися з Фіцо (а пізніше також із Дзуриндою та Радічовою). Змістом переговорів також мало бути фінансування політичних партій SDKÚ-DS, Smer-SD, KDH та SMK. У такому стані в таємниці справи „Горили“ були зацікавлені не лише люди з оточення Penta Investments, а й практично всі тодішні словацькі політики. Існують припущення, що саме тому, незважаючи на те, що незаконна змова між провідними політиками та бізнесменами, описана в „Горилі“, існувала, і ми знаємо багато подробиць про її учасників, ніхто не був покараний за неї.
Чого досягла Penta Investments, так це того, що їй вдалося оскаржити як запис, так і досьє „Горила“. На власному спеціальному вебсайті Penta стверджує, що файли Gorilla є незаконним і неприпустимим доказом, а всі докази, отримані прямо чи опосередковано з цього файлу, однаково незаконні та неприйнятні в кримінальному провадженні». Penta Investments вимагала знищення записів, стверджуючи, що вся справа є «або сфабрикованою, або грою спецслужб у сучасному контексті з частковим використанням різних засобів прослуховування…» Через роки Конституційний суд скасував рішення обласного суду, на підставі яких мало відбутися прослуховування квартири у так званій справі «Горила». Європейський суд з прав людини (ЄСПЛ) також визнав його незаконним у 2021 році. (Однак це було рішення ЄСПЛ, яке стосувалося прослуховування по «справі Варга» у 2005 та 2006 роках). Ярослав Гащак був затриманий Національним кримінальним агентством (NAKA) у грудні 2020 року. Його звинуватили у відмиванні грошей і хабарництві. Спеціалізований кримінальний суд у місті Пезінок відправив його під варту, з-під якої Верховний суд Словацької Республіки звільнив його 7 січня 2021 року. (Це рішення також стосувалося Дани Арпашової, оскільки йшлося про торгівлю записами). У вересні 2022 року держава вибачилася перед Ярославом Гащаком за шкоду, завдану незаконним притягненням до відповідальності та затриманням. Вибачення від імені Словаччини надійшло від Міністерства юстиції, для чого його підписав державний секретар міністерства Ондрей Достал (SaS). Міністерство юстиції дійшло висновку, «звинувачення, затримання та ув'язнення Ярослава Гашчака були незаконними і, таким чином, становили незаконне втручання в його основоположні права людини».
23 листопада 2022 року слідчий НАКА висунув обвинувачення семи особам. Ярослава Гашчака, Їржі Мальчарека, Анну Бубенікову та ще двох чоловіків звинуватили у створенні, змові та підтримці злочинного угруповання. Гашчак також звинувачується в особливо тяжкому злочині — відмиванні доходів, отриманих злочинним шляхом. Малчарек і Бубенікова, окрім створення злочинної групи, також обвинувачуються в триваючому особливо тяжкому злочині — порушенні обов'язків при управлінні іноземним майном і в особливо тяжкому злочині — відмиванні доходів, отриманих злочинним шляхом.

## Файли Gorilla[18]

### Передумови створення файлів та публікації документа
У 2005 році керівник аналітичного відділу СІС Петер Мравец (псевдонім Петер Голубек) помітив, що перед будинком на вулиці Вазововій у Братиславі, де він жив із сім'єю, часто паркуються урядові лімузини і лімузини представників фінансової групи «Penta». У листопаді 2005 року СІС подала заявку на прослуховування квартири, розташованої по сусідству з квартирою Голубека. Ця квартира належала колишньому охоронцю, а потім бізнесмену Золтану Варзі, якого через зовнішність прозвали Горилою. Голубек переписав істотні (зрозумілі) частини записаних розмов, які відбувалися в сусідній квартирі. Ці ймовірні стенограми, після їх публікації у 2011 році, отримали назву «Документи Горили» (dokument Gorila). Ті, хто знав про існування таких записів (напр. Том Ніколсон з СІС), називають його «аналітичними файлами» з кодовою назвою «Горила» з СІС. ід час слухань у суді у 2020 році було заявлено, що файли стосуються різної економічної та корупційної злочинної діяльності членів фінансових груп, бізнесменів, державних службовців, політиків та інших осіб.

### Справжність документа та його відповідність файлам
Автентичність опублікованого документа та його відповідність файлам СІС із кодовою назвою Gorilla з самого початку була піддана сумніву, особливо представниками «Penta». Однак Регіональний суд у Братиславі підтвердив, що 21 листопада 2005 року задовольнив запит СІС на використання інформаційно-технічних засобів (ІТЗ). Суд не розголошував, з якою метою мали бути використані ці засоби, але голова суду Даріна Кучтова зазначила, що суд може розголошувати тільки ту інформацію, яка не є секретною.
Однак, згідно з чинним рішенням Конституційного суду Словацької Республіки від 2012 року, прослуховування було незаконним. На думку Конституційного Суду, запит на прослуховування не був достатньо обґрунтованим.

## Розслідування справи

### Спеціальна слідча група та спеціальний прокурор Ковачік
Спеціальна слідча група попросила президента Словацької Республіки звільнити директора СІС Кароля Мітріка від обов'язку мовчання. Президент Іван Гашпарович задовольнив прохання після того, як слідчі надали доповнену інформацію.
Ярослав Гашчак підтвердив в інтерв'ю наприкінці лютого 2012 року, що з його адвокатами зв'язувалися слідчі з проханням надати документи. Вони не були присутні на допиті. Сам він, як повідомляється, давав свідчення два або три рази в інших розслідуваннях, пов'язаних з «Горилою». Австрійські компанії Raiffeisen Zentralbank (RZB) та аеропорт Відень також згадуються у справах «Горили», і Австрійська служба нагляду за фінансовими ринками, ймовірно, також розглядатиме звинувачення в корупції, пов'язані з цими компаніями. Офіс державного прокурора ще не розслідує справу по файлам «Горила». Колишній начальник поліції Тібор Гашпар, який змінив колишнього президента Ярослава Спішяка 15 травня 2012 року, після вступу на посаду заявив, що «не буде втручатися в роботу групи, яка розслідує справу, і надасть будь-яку підтримку, про яку вона попросить».
Доповідь у справі словацький парламент мав розглянути влітку 2012 року. У червні його проштовхнув депутат Алоїз Гліна (KDH) (тоді — OĽaNO). Спеціальний прокурор Душан Ковачік мав би зазначити у звіті, що у справі «Горилою» заслухано 50 свідків, підготовлено 60 000 сторінок матеріалів і зроблено кілька десятків запитів.
Спеціальний прокурор Душан Ковачік пообіцяв, що до кінця вересня 2013 року прийме рішення у трьох кримінальних справах, які слідчий розпочав у листопаді 2012 року. Після попереднього звіту, представленого в парламенті в лютому 2013 року, члени слідчої групи опитали близько 40 осіб як свідків, провели подальший аналіз і звернулися за правовою допомогою до Австрії. «Слідством не вдалося отримати такі докази, на підставі яких можна було б висунути обвинувачення конкретній особі», — йдеться в повідомленні прокуратури. Проте відкрито кримінальне провадження за підозрою в скоєнні злочину в отриманні хабара та хабарництві. У вересні 2013 року звіт про справу востаннє обговорювався у парламенті, оскільки депутатська пропозиція Альойза Гліни про те, щоб парламент розглянув це питання наступного року, не пройшла.

### Звукозаписи
Справа досі перебуває на стадії розслідування. Хоча спочатку вважалося, виходячи з інформації, що просочилася з розслідування, що записів «Горила» може не існувати, USB-накопичувач із записами (або копіями) був знайдений в сейфі біля ліжка бізнесмена Мар'яна Кочнера під час обшуку всіх його будівель у жовтні 2018 року після замовного вбивства Яна Куцяка. Не виключено, що запис був у поліції вже після того, як Маріана Кочнера затримали та взяли під варту, тобто влітку 2018 року, але новина про такий прогрес у справі потрапила в ЗМІ лише 4 грудня 2018 року. Згодом Том Ніколсон заявив, що в минулому Кочнер обіцяв йому передати записи.
16 жовтня 2019 року посилання на аудіофайл із записом було анонімно надіслано до редакцій кількох словацьких видань та фонду «Стоп корупції». За попередніми порівняннями, вміст 39-годинного запису відповідає аналітичному досьє, опублікованому вісім років том. Наразі є аудіозапис, на якому можна почути, як фігуранти справи говорять про конкретні хабарі під конкретні проекти та рішення влади, вилучила поліція. Зі зміною політичної ситуації після виборів 2020 року виникли підозри, що прокуратура, зокрема спеціальний прокурор Душан Ковачік, недостатньо активний у розслідуванні. Протягом багатьох років прокуратура виступала в ролі союзника «Penta Investments». Керівники слідчих груп неодноразово скаржилися на те, що спецпрокурор блокував допити ключових свідків і ускладнював роботу слідчих.

### Торгівля записом
У листопаді 2020 року NAKA затримала колишнього керівника контррозвідки СІС Любоміра Арпаша, якого підозрюють у тому, що він виніс записи прослуховування «Горила» з СІС і продав їх компанії «Penta» (так, щоб вони були втрачені назавжди), йдеться у матеріалах справи. У справі йдеться про те, що оперативник отримав оперативну інформацію про те, що Арпаш зв'язався з Золтаном Варгою, якому Арпаш мав продати записи «Горили» на компакт-дисках за три-чотири мільйони крон, а ще два мільйони він мав отримати від Їрко Малчарека. Як зазначено далі у справі, оперативним шляхом було встановлено, що компанія Арпаша Identita пізніше отримала кілька сотень тисяч платежів від компанії Barkont, власник якої Петер Демович разом з Варгою працював на Penta, на рахунки компанії Арпаша.
1 грудня 2020 року Гащак був затриманий і допитаний словацькою поліцією і звинувачений у корупції у зв'язку зі справою «Горила». Гащак залишився під вартою, а наступного дня Любоміру Арпашу та його дружині Дані також висунули звинувачення. Редакція Aktualít стверджує, що арешти пов'язані з торгівлею записами «Горила», про яку вони брали інтерв'ю у Арпаша в 2015 році. Арпаш на той час (до 2006 року) очолював контррозвідку СІС і, за даними «Горили», мав отримати до шести мільйонів крон за продаж записів прослуховування «Penta» та Їрко Мальхареку.

## Наслідки справи

### Приватизація підприємств
Обговорення щодо приватизації та комісійних були проведені стосовно наступних компаній:
- Paragliding cycle — PPC (Penta купила в 2004 році за два мільярди крон = 66 мільйонів євро),[40]
- теплоцентралі в Братиславі та інших містах,
- Rádiokomunikácie (продано в 2007 році),[41]
- електростанції — комісії на розподільних станціях — VSE, SSE та ZSE,
- Transpetrol,
- Cargo (Železničná spoločnosť Cargo Slovakia — була заснована 1 січня 2005 року шляхом поділу початкового оператора пасажирських і вантажних залізничних перевезень, Železničná spoločnosť, as, на дві частини: Železničná spoločnosť Slovensko (пасажирські перевезення) і Železničná spoločnosť Cargo Slovakia, (вантажний транспорт). Його засновником і 100 % акціонером є держава.
- Podtatranská vodárenská spoločnosť. У 2005 році його приватизувала французька група Veolia.[42]
- Поліклініка tehelná a.s. в Братиславі
- приватизація 66 % аеропорту в Братиславі та аеропорту в Кошиці. 5 вересня 2005 року Міністерство транспорту, пошти та телекомунікацій Словацької Республіки оголосило, що 8 заявників висловили інтерес до попередньої пропозиції щодо приватизації[43] Фінансова група Penta, яка цікавилася аеропортом, мала чинити тиск на тодішнього голову Департаменту транспорту Павла Прокоповича (SDKÚ). Зрештою Прокоповичу довелося змиритися з тим, що переможцем стане консорціум Two One компанії Penta за участю аеропорту Відня та австрійського Raiffeisen Zentralbank. Вся угода мала бути завершена до 15 серпня 2006 року. Однак цього не сталося. 17 червня 2006 року відбулися дострокові парламентські вибори (початкова дата — вересень 2006 року), після яких новий прем'єр-міністр Роберт Фіцо вирішив, що з цієї приватизації нічого не вийде. Уряд, до складу якого входять партії Smer-SD, SNS і HZDS, рекомендував вийти з контракту після того, як Антимонопольне відомство продовжило термін видачі висновку щодо продажу акцій аеропорту з серпня на жовтень 2006 року[44]
- ZSNP Žiar nad Hronom[40] (Пента приєдналася до ZSNP у другій половині 2002[45])

Крім підозри у порушенні обов'язків з управління іноземним майном, поліція розслідує також підозри в корупції. Файл «Горила» описує, що Penta витратила сто мільйонів крон (3,3 мільйона євро) на хабарі для тодішньої правлячої партії SDKÚ у зв'язку з приватизацією PPC. Penta відкидає корупцію. У кількох випадках поліція виправдовувала Penta.

### Політичні наслідки
В інтерв'ю SME прем'єр-міністр Івета Радічова заперечила зв'язок своєї особи зі справою «Горила» чи іншими корупційними справами. За її словами, міністр внутрішніх справ Даніель Ліпшич повинен дотримуватися девізу «менше — іноді краще» і дозволити слідчим працювати, а не інформувати громадськість. Однак Ліпшич має її підтримку і вважає, що міністр внутрішніх справ зацікавлений у з'ясуванні обставин справи «Горила». За її власними словами, вона не читала анонімний документ у 2010 році, але відправила його начальник поліції Ярославу Спішяку.
Колишній генеральний прокурор Словаччини Доброслав Трнка отримав від Сполучених Штатів заборону на в'їзд за звинуваченням у зловживанні владою на державній службі. Про це оголосив держсекретар США Ентоні Блінкен. Як зазначається Трнка не виконав свої зобов'язання за Кримінально-процесуальним кодексом і після отримання аудіозапису від розвідувальної операції СІС під кодовою назвою «Горила» він приховав його і не передав правоохоронним органам.

### Персональні наслідки
Президент Фонду національного майна Анна Бубеникова, висунута партією SDKÚ-DS, також мала бути причетною до справи «Горила». Бубенікова була звільнена з посади урядом за пропозицією міністра Юрая Мішкова (партія SaS), проти якого спочатку виступали міністри від SDKÚ-DS і Most-Híd. Проте Most-Híd змінила свою позицію та підтримав відставку. Жолт Сімон пояснив це телеканалу TA3 так: "Надійшла додаткова інформація, яка поглибила підозри. Згідно з матеріалами, відкати для Бубенік мали проходити через компанію Elementa, до якої причетний її чоловік. Голова ФНМ була звільнена з посади 11 січня 2012 року з 18 січня, коли мав бути призначений її наступник. Але цього не сталося, президент Гашпарович зупинив процес. За словами його речника Марека Трубача, «незадовго до березневих парламентських виборів президент не бачить сенсу призначати нового керівника фонду і залишає це новому уряду». Hospodárske noviny зазначили, що функціонування ФНМ без керівництва може загрожувати виплаті дивідендів у державних компаніях.

### Інші наслідки
Справа «Горила» вперше частково розкрила формальну організаційну структуру і стандартні процедури в Словацькій інформаційній службі, які раніше були невідомі громадськості. Ян Мойжіш, колишній директор аналітичного відділу СІС, назвав цю справу унікальним дослідженням життя спецслужби. На його думку, файл відповідає стилю роботи СІС, а супутні документи додають йому довіри в цілому.

### Реакція громадськості
Справа «Горила» сколихнула соціальні мережі. «У моїх колах це тема номер один. Це можна порівняти хіба що з останніми парламентськими виборами», — прокоментував карикатурист Шуті для Denník SME. За даними сайту про протест, на вулиці Братислави вийшли 18 тисяч людей. Однак, менше половини з них прийшли на площу в Братиславі. Втім, автор статті Міхал Пішко зазначає, що ніщо в Словаччині не виводило на вулиці подібну кількість людей «вже багато років». У Банській Бистриці на площу вийшло майже 2 тисячі людей. Акції протесту пройшли і в інших містах Словаччини.

## Хронологія протестів 2011 та 2012 років[55]
- 21 грудня 2011 року — в Інтернеті з'явився документальний фільм про справу «Горили».[56]
- 2 січня 2012 — Том Ніколсон ідентифікував документ як справжній.
- 5 січня 2012 р. — прем'єр-міністр Івета Радічова отримала від міністра економіки Юрая Мішкова пропозицію звільнити Анну Бубенікову.
- 9 січня 2012 року — міністр внутрішніх справ Даніель Ліпшич створив спеціалізовану групу з десяти кримінологів для розслідування справи, розпочато кримінальне переслідування у справі.
- 11 січня 2012 року — Уряд ухвалив рішення про звільнення Анни Бубенікової. Усі міністри SaS, KDH, Mosta-Híd, а також прем'єр-міністр Радічова виступили за її звільнення.
- 13 січня 2012 р. — звільнилися з посад:
  - Мілан Крайняк, радник міністра внутрішніх справ Даніели Ліпшич (KDH) з питань ромської злочинності (відповідно до файлу, він мав бути серед членів президії FNM, які голосують згідно з вимогами Penta)[57]
  - директора лікарні св. Міхала Станіслав Янота
  - Заступник голови ради директорів Словацької системи електропередачі Ігор Грошафт.
- 18 січня 2012 р. — Юридична служба, яка представляла Гащака та Варгу, закликала на вебсайті електронною поштою та листами негайно відкликати Gorila, інакше подасть на них до суду.
- 19 січня 2012 р. — Справу «Горили» реалізувала Словацька інформаційна служба. Це підтвердив міністр внутрішніх справ Даніель Ліпшиц. За його словами, справа була законною та правомірною.
- 22 січня 2012 — У соцмережі сформувався протест «Горила».
- 27 січня 2012 р. — Організатори анонсували двогодинну демонстрацію в Братиславі. Потім демонстрації відбулися в кількох містах Словаччини і повторилися в п'ятницю.
- … продовжено до 15 жовтня 2019 року — прокурор Доброслав Трнка поставив під сумнів автентичність запису ЗМІ в статті TASR[55]
- у вересні 2021 року Пента попросила знищити запис, на що прокурор Жилинки погодився[16]
- 20 липня 2021 року Європейський суд з прав людини (ЄСПЛ) виніс рішення на користь Золтана Варги та присудив йому компенсацію у розмірі 9750 євро та судові витрати у розмірі 5561,75 євро.[17]
- У грудні 2020 року Гащак був затриманий Національним кримінальним агентством. Спеціалізований кримінальний суд у Пезіноку відправив його під варту, з-під якої Верховний суд Словацької Республіки звільнив його 7 січня 2021 року.[18]
- у вересні 2022 року держава вибачилася перед Гащаком.[19]